# 공정 가격

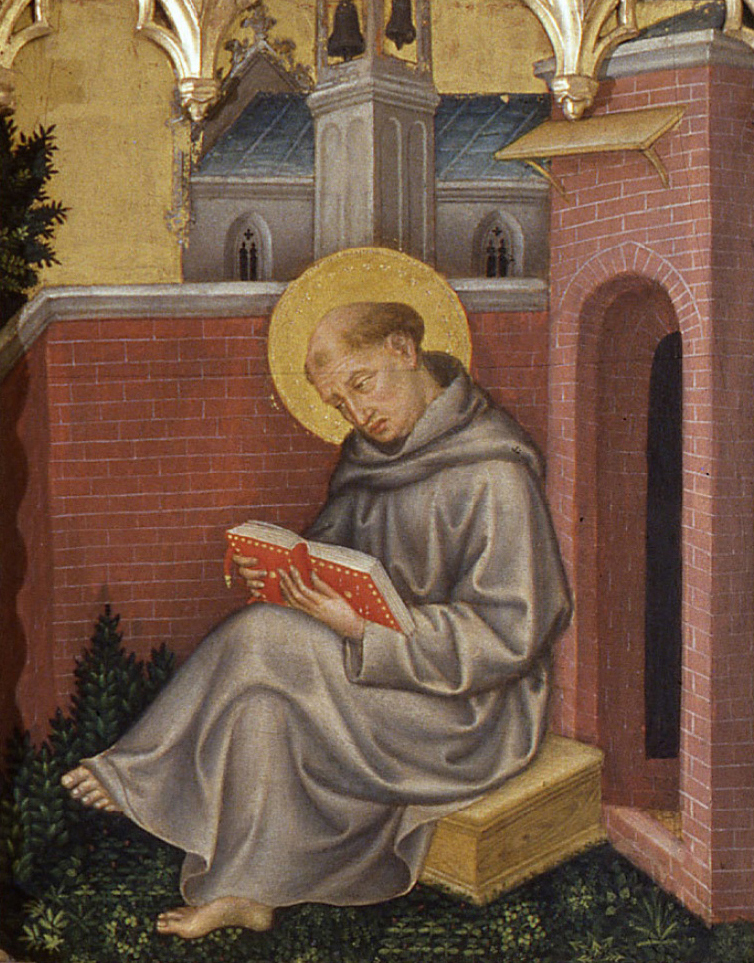
성 토마스 아퀴나스는 높은 수요에 대한 가격 인상을 절도의 일종으로 가르쳤다.

정당 가격은 거래의 공정성 기준을 설정하려는 경제학의 윤리학 이론이다. 고대 그리스 철학에 지적 뿌리를 둔 이 이론은 토마스 아퀴나스가 고리대금에 반대하는 주장에 기초하여 발전시켰으며, 그의 시대에는 융자에 대한 모든 종류의 이자를 받는 것을 의미했다.

## 부당 가격: 사기의 일종
고리대금에 반대하는 주장은 대부자가 아무것도 빌려주지 않고 돈을 교환했을 뿐이므로 아무것도 없이 수입을 얻고 있다는 것이었다. 게다가 1달러는 1달러와만 공정하게 교환될 수 있으므로 더 많은 것을 요구하는 것은 불공정하다. 아퀴나스는 나중에 자신의 주장을 확장하여 무역에서 이루어진 모든 불공정한 이익에 반대하며, 이 주장을 황금률에 기초했다. 그리스도인은 "다른 사람이 당신에게 해 주기를 바라는 대로 그들에게 행하라"는 의미로, 가치를 가치로 교환해야 한다는 것이다. 아퀴나스는 특정 구매자가 판매되는 물건에 대한 긴급한 필요가 있고 현지 상황 때문에 더 높은 가격을 지불하도록 설득될 수 있기 때문에 가격을 인상하는 것은 특히 부도덕하다고 믿었다.
만약 어떤 사람이 다른 사람의 소유물로 크게 도움을 받고, 판매자가 그것을 잃음으로써 유사하게 해를 입지 않는다면, 판매자는 더 높은 가격으로 팔아서는 안 된다. 왜냐하면 구매자에게 가는 유용성은 판매자로부터 오는 것이 아니라 구매자의 궁핍한 상태로부터 오기 때문이다. 어느 누구도 자신의 것이 아닌 것을 팔아서는 안 된다.
— 신학대전, 2-2, q. 77, art. 1
따라서 아퀴나스는 자연재해 이후 건축 자재 가격을 인상하는 관행을 비난할 것이다. 기존 건물의 파괴로 인한 수요 증가는 판매자의 비용을 증가시키지 않으므로, 구매자의 지불 의사가 증가한 것을 이용하는 것은 아퀴나스의 관점에서 일종의 사기를 구성했다.
아퀴나스는 무역에서 얻는 모든 이득이 구매자의 필요가 아니라 상인이 들인 노동과 관련되어야 한다고 믿었다. 따라서 그는 가격이 규제되고 특정 범위 내에서 유지되는 한, 불필요한 무역에 대해서도 적절한 이득을 지불로 용인했다.
...[거래로부터의] 이득이 어떤 필수적이거나 심지어 명예로운 목적을 향하지 못할 이유가 없다. 그래서 거래는 합법화될 것이다. 예를 들어 어떤 사람이 거래에서 얻은 적당한 이득을 자신의 가계를 유지하거나 심지어 궁핍한 사람들을 돕는 데 사용하는 경우와 같다...

## 교리의 후기 재해석

### 살라망카 학파
계약법과 교환의 공정성에 대한 성찰과 함께, 살라망카 학파의 구성원들은 종종 정당 가격의 개념에 직면했다.
교환 정의의 원칙을 존중하는 어떤 것의 정당 가격은 많은 요인에 달려 있다. 그것은 신의 의지나 노동의 결과가 아니라 사람들의 공통된 평가(communis aestimatio hominum)의 결과이므로 일정한 유연성을 가진다. 이에 대해 루이스 사라비아 데 라 칼레는 1544년에 다음과 같이 썼다.
상품을 취급하거나 생산하는 사람이 지출한 노동, 비용, 위험, 또는 운송 비용이나 여행 경비... 또는 산업, 위험, 노동에 대해 요인들에게 지불해야 하는 비용으로 정당 가격을 측정하는 사람들은 크게 잘못하고 있다.... 왜냐하면 정당 가격은 상품, 상인, 돈의 풍부함이나 희소성에서 발생하며... 비용, 노동, 위험에서 발생하는 것이 아니기 때문이다.... 브르타뉴에서 육로로 큰 비용을 들여 가져온 리넨 한 묶음이 바다로 싸게 운송된 것보다 더 가치가 있어야 할 이유가 무엇인가?... 손으로 쓴 책이 인쇄된 책보다 더 가치가 있어야 할 이유가 무엇인가, 후자가 생산 비용이 더 적게 들더라도 더 좋다면?... 정당 가격은 비용을 계산하는 것이 아니라 공통된 평가로 찾아진다.
그러나 이 인용문이 시사하듯이, 정당 가격이 항상 시장 가격인 것은 아니다. 살라망카 학파 구성원들은 당국이 때때로 개입하여 가격을 통제해야 한다고 생각했으며, 특히 독점의 경우 또는 생필품의 경우 그러했다.
정당 가격의 모든 위반은 한쪽에게는 laesio를, 다른 한쪽에게는 부당이득, 일곱 번째 계명에 대한 위반, 그리고 죄를 구성한다. 부당한 가격의 환불만이 면죄를 가능하게 하며 계약적 균형을 회복시킨다.

### 자본주의
자본주의의 부상과 함께 정당 가격 이론은 점차 사라지고, 주로 로크, 스튜어트, 리카도, 이븐 타이미야, 그리고 특히 애덤 스미스의 수요와 공급이라는 미시경제학 개념으로 대체되었다. 생산 수단에 대한 수익에 관해 현대 경제학에서 이자는 돈의 사용이라는 가치 있는 서비스에 대한 대가로 간주되지만, 대부분의 은행 시스템은 여전히 과도한 이자율을 금지한다.
마찬가지로 지난 수세기 동안 자본주의가 급속히 확장되는 동안 정당 가격 이론은 흉년에 가격을 인상한 상인들에 대한 대중의 행동을 정당화하는 데 사용되었다. 마르크스주의 역사가 E. P. 톰슨은 "18세기 영국 군중의 도덕 경제"에 대한 그의 기사에서 이러한 전통의 지속적인 힘을 강조했다. 다른 역사가와 사회학자들은 19세기 유럽 대륙의 농민 폭동과 20세기 많은 개발도상국에서 다양한 다른 상황에서도 같은 현상을 발견했다. 예를 들어 정치학자 제임스 C. 스콧은 농민의 도덕 경제: 동남아시아의 생존과 반란에서 이 이념이 권위에 저항하는 방법으로 어떻게 사용될 수 있는지를 보여주었다.

## 라에시오 에노르미스
제국 로마법인 로마법 대전은 교환 당사자들이 서로를 속이려고 시도할 권리가 있다고 명시했음에도 불구하고, 계약이 한쪽 당사자에게 심각하게 불리할 경우 해지될 수 있다는 견해가 발전했다. 즉, 비정상적인 손해(laesio enormis)가 발생한 경우이다. 이는 합의가 한쪽 당사자에게 불리하게 심각하게 불균형할 경우 법원은 이를 강제하지 않고 부당이득을 뒤집을 관할권을 갖는다는 것을 의미했다. 19세기까지 프랑스와 독일의 법전은 이 원칙을 채택하기를 거부했고, 영미법 관할권은 계약자유의 원칙을 일반화하려고 시도했다. 그러나 실제로는 20세기와 21세기 초에 걸쳐 점차적으로 소비자보호, 임대차 계약, 노동법이 법률에 의해 규제되어 교환의 공정성을 요구했다. 특정 조항은 강제적이었고, 다른 조항은 불공정한 것으로 간주되었으며, 법원은 모든 상황에서 무엇이 공정한지에 대해 자체 판단을 내릴 수 있었다.

### 현대 법률
- 독일 연방대법원 판결 (1979년 1월 24일), 당구 장비, 신법학주보 1979, 758
- 독일 연방대법원 판결 (1981년 3월 12일), 불균형 대출, BGHZ 80, 153
- 독일 민법 §138, 공공 정책에 반하는 거래; 고리대금
- 오스트리아 민법 §934
- 프랑스 민법 제1674-5조
- Vernon v Bethell (1762) 28 ER 838
- 소비자 신용법 1974 제140A-B조
- 1998년 국가최저임금법
- 루이지애나 민법 제2589조

## 같이 보기
- 가톨릭 사회 교리
- 경제사상사
- 노동가치론
- 가격
- 가격 결정
- 수요와 공급

## 내용주
1. ↑  Si vero aliquis multum iuvetur ex re alterius quam accepit, ille vero qui vendidit non damnificatur carendo re illa, non debet eam supervendere. Quia utilitas quae alteri accrescit non est ex vendente, sed ex conditione ementis, nullus autem debet vendere alteri quod non est suum. . .
2. ↑  Aquinas, Summa Theologica, 2ª-2ae q. 77 pr.: "Deinde considerandum est de peccatis quae sunt circa voluntarias commutationes. Et primo, de fraudulentia quae committitur in emptionibus et venditionibus ..."
3. ↑  Decock 2013, 507-624쪽.
4. ↑  Decock 2013, 521쪽.
5. 1 2  Decock 2013, 525쪽.
6. ↑  Decock, Wim (2022). 《'Mercatores isti regulandi': Monopolies and Moral Regulation of the Market in Pedro de Oñate's 'De contractibus'》. 《Tijdschrift voor Rechtsgeschiedenis》 (영어) 90. 462–488쪽. doi:10.1163/15718190-20220017. hdl:2268/297954.
7. ↑  Decock, Wim (2018). 《Collaborative Legal Pluralism. Confessors as Law Enforcers in Mercado's Advices on Economic Governance (1571)》. 《Zeitschrift des Max-Planck-Instituts für europaïsche Rechtsgeschichte》 (영어) 25. 103–114쪽.
8. ↑  Decock, Wim (2022). 《Droit, morale et marché : l'héritage théologique revisité》. 《Revue de la faculté de Droit de l'université de Liège》 (프랑스어). 30쪽.
9. ↑  Decock 2013, 516-517쪽.
10. ↑  Thompson, E. P. (February 1971). 《The Moral Economy of the English Crowd in the Eighteenth Century》. 《Past & Present》. 76–136쪽. doi:10.1093/past/50.1.76. JSTOR 650244.
11. ↑  (Yale, 1976; ISBN 9780300021905).
12. ↑  Code 4, 44, 2